# ジェイレン・カーター
ジェイレン・デイクアン・カーター（Jalen Da'Quan Carter, 2001年4月4日 - ）は、アメリカ合衆国フロリダ州アポプカ出身のプロアメリカンフットボール選手。NFLのフィラデルフィア・イーグルスに所属している。ポジションはディフェンシブタックル。

## 経歴

### カレッジ
ジョージア大学に進学し、1年目の2020年シーズンは12タックルを記録した。
2021年シーズンは12試合に出場して31タックル、3サックを記録し、オールSECファーストチームに選出された。また、チームはCFPナショナルチャンピオンシップで優勝した。
2022年シーズンは33タックル、3サックを記録し、2年連続でオールSECファーストチームに選出された。また、チームはCFPナショナルチャンピオンシップで連覇を成し遂げた。シーズン終了後、2023年のNFLドラフトにアーリーエントリーした。

### フィラデルフィア・イーグルス
| 6 ft 3 in (191 cm)              | 314 lb (142 kg) | 33+1⁄2 in (85 cm) | 10+1⁄4 in (26 cm) |
| All values from the NFL Combine |                 |                   |                   |

2023年のNFLドラフトでは全体5位以内での指名が確実視され、全体1位指名を予想するメディアもあったが、ドラフト前に発覚した不祥事（後述）によりコンバインに参加できず、大学で行った公開練習では調整不足のため全てのドリルを完了することができなかった。これに加えて素行不良のリスクも考慮され、評価を落とした。結果的に全体9位でフィラデルフィア・イーグルスから指名され、その後ルーキー契約を結んだ。

## 不祥事
ジョージア大学のCFPナショナルチャンピオンシップ優勝パレードが行われた2023年1月15日に、同大学職員のチャンドラー・レクロイと、フットボール選手のデビン・ウィロックが死亡する交通事故が発生した。これはフォード・エクスペディションを運転していたレクロイと、ジープを運転していたカーターがストリートレースを行った結果によるものとみられており、両車の速度は時速100mphを超えていた。カーターは事故以前にも、2022年秋に交通違反で3度の逮捕歴があった。
カーターは事故に関与したとして、2023年3月1日に無謀運転とストリートレースの容疑で逮捕状を出された。これを受けて出頭し、その日のうちに保釈金4,000ドルを支払い釈放された。その後16日に容疑を認め、1,000ドルの罰金と12ヶ月の保護観察処分、80時間の社会奉仕活動と運転講習を課された。5月16日には事故で死亡したデビン・ウィロックの父親デーブ・ウィロックが4,000万ドルの訴訟を起こし、カーターが被告に指名された。7月16日には、事故から生還したビクトリア・ボウルズがカーターとジョージア州体育協会に対し訴訟を起こした。